# Choking Victim
Choking Victim foi uma banda de hardcore punk e ska - chamado de ska punk ou ska core - formada em Nova Iorque, Estados Unidos e que existiu entre 1992 e 1999.

## Membros
- Stza - vocal e guitarra
- Sascha Scatter - baixo
- John Dolan - bateria

## Discografia
EPs:
- "Crack Rock Steady EP" (1994)
- "Squatta's Paradise" (1996)
- "Victim Comes Alive" (1998)

Álbum de estúdio
- No Gods, No Managers (1999)

Compilações:
- "Crack Rock Steady EP/Squatta's Paradise Split CD" (2000)
- "Songs In The Key Of Lice - A Tribute To Choking Victim" (2002) (Vários Artistas)
- "A Tribute To Choking Victim" (2008) (Vários Artistas)
- "Load Yer Pipes: A Folk-Punk Tribute To Choking Victim" (2015) (Vários Artistas)

Ao vivo:
- "Christmas With The Victim" (2005)
- "Live 9/11 2005" (2005)